# Francisco de la Torre Díaz
Francisco de la Torre Díaz (Madrid, juliol 22 de 1972), és un polític espanyol de  Ciutadans, actual diputat per la província de Madrid i president de la Comissió de Pressupostos del Congrés dels Diputats.

## Biografia
Francisco de la Torre és llicenciat en Dret i Ciències Econòmiques per la  Universitat Pontifícia de Comillas. El 1999 va aprovar pel torn lliure les oposicions a inspector d'Hisenda amb el número 1 de la seva promoció. Ha exercit com a administrador de l'Agència Tributària i també com a Inspector, tant en tasques directes de comprovació com en la direcció d'equips d'inspecció.
Les seves àrees d'especialització són la Fiscalitat Internacional i la Fiscalitat Financera (en què va obtenir sengles diplomes d'Alta Especialització del Institut d'Estudis Fiscals) i els procediments tributaris, dels quals ha estat professor a l'esmentat Institut.
Ha estat conferenciant habitual, tant en fòrums d'Assessoria Fiscal (AEDAF, ASEFIGET ...) com en altres institucions com l'Institut de Foment Empresarial (IFE). Ha col·laborat amb freqüència en revistes especialitzades en Economia i Fiscalitat i en mitjans de comunicació econòmics i generals. Va ser secretari general i portaveu de l'Organització Professional d'Inspectors d'Hisenda entre 2008 i 2012.
Ha publicat un centenar d'articles d'opinió en diversos mitjans i set articles doctrinals en revistes especialitzades. Parla anglès, francès i català.
El març de 2014 va publicar el seu primer llibre: "Hisenda som tots? Impostos i frau a Espanya "(Editorial Debate), sortint publicada la 3a edició al maig de 2015.
Al juliol de 2015 va ser elegit per primàries com a candidat al Congrés dels diputats per  Ciutadans per Madrid amb el número 2 de la Candidatura, resultant elegit diputat en les eleccions generals del 20 de desembre de 2015. Posteriorment va ser triat President de la comissió de Pressupostos del Congrés dels Diputats.
En les eleccions del 26 de juny de 2016, va repetir com a número 2 de la llista de  Ciutadans per Madrid, resultant elegit diputat en l'actual legislatura. posteriorment va tornar a ser elegit President de la comissió de Pressupostos del Congrés dels Diputats.
És el portaveu de  Ciutadans en la Comissió d'Hisenda i Funció Pública i portaveu adjunt a la Comissió d'Economia, Indústria i Competitivitat.
El gener de 2017 va ser elegit com a responsable de fiscalitat en el Comitè Executiu Nacional de  Ciutadans.